# 岩手県の市町村章一覧
岩手県の市町村章一覧（いわてけんのしちょうそんしょういちらん）は、岩手県内の市町村に制定されている、あるいは制定されていた市町村章の一覧である。なお、一覧の順序は全国地方公共団体コード順による。廃止された市町村章は廃止日から順に掲載している。

## 市部
| 市         | 市章 | 由来 | 制定日         | 備考 |
| ---------- | ---- | --- | -------------- | --- |
| 盛岡市     |      | 二つの菱形を直角に交差したものを表している                                                                | 1906年4月13日  | 1889年に制定されたものを慣例化した 南部氏の紋章をそのまま継承した 1902年4月28日に東京都上野の上野恩賜公園で日蓮開宗六百五十年祭展覧会に盛岡市名義の出品物を出したことがある |
| 宮古市     |      | 「宮古」を図案化したもの                                                                                  | 2006年6月6日   | 旧・宮古市制時の1942年6月20日に制定され、新制後に継承される |
| 大船渡市   |      | 「大」を太平洋の波と山にして図案化したもの                                                                | 1952年12月25日 | |
| 花巻市     |      | 旧・花巻・大迫・石鳥谷・東和）が、一体となって、 光り輝く一つの新しいまちを築いていくイメージを表したもの | 2006年1月1日   | 色は円は橙色・円の周りにある4つの円は青色である 2代目の市章である |
| 北上市     |      | 「北」を図案化したもの                                                                                    | 1991年7月11日  | 色は左側は青色・右側は緑色が指定されている 2代目の市章である |
| 久慈市     |      | 「K」を図案化したもの                                                                                     | 2006年3月6日   | 色は緑色と青色が指定されている 2代目の市章である |
| 遠野市     |      | 「と」を近代的感覚をもって図案化したもの                                                                  | 2006年6月1日   | 遠野町制時の1945年2月に制定され、旧・市制施行後の1955年2月4日に再制定され、新制施行後に継承される                                                                           |
| 一関市     |      | 「い」を図案化したもの                                                                                    | 2005年11月15日 | 色は左側は青色・右側は緑色が指定されている 2代目の市章である |
| 陸前高田市 |      | 「高」を図案化したもの                                                                                    | 1955年6月1日   | |
| 釜石市     |      | 釜石の「カマ」（中央部）・防波堤と鉄（輪郭）を図案化したもの                                              | 1937年5月5日   | 1955年4月1日に再制定される |
| 二戸市     |      | 「ニノヘ」を図案化したもの                                                                                | 2006年1月1日   | 色は赤色が指定されている 2代目の市章である |
| 八幡平市   |      | 「八」と岩手山・八幡平・安比高原を図案化したもの                                                          | 2005年9月1日   | 色は青色と緑色が指定されている |
| 奥州市     |      | 「奥」を簡略化したものを表している                                                                        | 2006年2月20日  | 色は青色と緑色が指定されている |
| 滝沢市     |      | 「タ」を端的にして図案化したもの                                                                          | 1965年10月25日 | 滝沢村章として制定され、市制施行に継承される |

## 町村部
| 郡       | 町村     | 町村章                      | 由来                                                               | 制定日         | 備考 |
| -------- | -------- | --------------------------- | ------------------------------------------------------------------ | -------------- | --- |
| 岩手郡   | 雫石町   |                             | 「シ」を図案化したもの                                             | 1965年4月1日   | 1958年9月に制定されたものを1965年4月1日に再制定される 制定前は作成されていなかった                                                         |
| 岩手郡   | 葛巻町   | （通常版） （オリジナル版） | 「葛の葉」を図案化したもの                                         | 1930年11月4日  | 1978年12月15日に告示される 葛巻村章と制定され、町制施行後に継承される 当町の各種団体では、この町章の中央部分にオリジナルの図案を入れていた |
| 岩手郡   | 岩手町   |                             | 「イワテ」を丸く図案化したもの                                     | 1956年6月1日   | |
| 紫波郡   | 紫波町   |                             | 「シ」を田圃と畑を表して図案化したもの                             | 1955年7月20日  | |
| 紫波郡   | 矢巾町   |                             | 「矢巾」を図案化し、煙山村、徳田村、不動村の三村の合併を表したもの | 1957年9月15日  | 矢巾村章として制定され、町制施行後に継承される                                                                                             |
| 和賀郡   | 西和賀町 |                             | 山と川と錦秋湖を象徴し、それを「西」に纏めたもの                   | 2005年11月1日  | 色は黄緑色・水色・濃青色が指定されている                                                                                                   |
| 胆沢郡   | 金ケ崎町 |                             | ｢カナ｣を図案化したもの                                             | 1971年8月4日   | 1955年に制定され、1971年8月4日に再制定される                                                                                               |
| 西磐井郡 | 平泉町   |                             | 「ヒラ」を兼ね、飛鳥形状に象り、図案化したもの                     | 1965年5月1日   | 色は臙脂色が指定されている 制定前は作成されていなかった                                                                                    |
| 気仙郡   | 住田町   |                             | 「す」を鳩と旭に図案化したもの                                     | 1956年10月1日  | |
| 上閉伊郡 | 大槌町   |                             | 「大」を鎚の中に図案化したもの                                     | 1960年8月10日  | 制定前は作成されていなかった |
| 下閉伊郡 | 山田町   |                             | 町民の平和、協力、発展をそれぞれ湾、波、船として図案化したもの     | 1970年11月2日  | 2006年9月8日に改正される 制定前は作成されていなかった                                                                                      |
| 下閉伊郡 | 岩泉町   |                             | 「岩泉」であることから、龍泉洞を想像したもの                       | 1966年1月26日  | 栗木幸次郎の作品である 制定前は作成されていなかった                                                                                        |
| 下閉伊郡 | 田野畑村 |                             | 「タ」を円形に図案化したもの                                       | 1965年12月11日 | 2代目の村章である |
| 下閉伊郡 | 普代村   |                             | 灯台の光と「ふ」を図案化したもの                                   | 1964年1月24日  | |
| 九戸郡   | 軽米町   |                             | 「カル」を図案化し、中の空白部に「米」を表したもの                 | 1957年8月1日   | |
| 九戸郡   | 野田村   |                             | 「ノ」と四方に無限に発展することを図案化したもの                   | 1961年7月1日   | |
| 九戸郡   | 九戸村   |                             | 「九戸」を図案化したもの                                           | 1964年6月19日  | 制定前は作成されていなかった |
| 九戸郡   | 洋野町   |                             | 「H」を流線形に図案化したもの                                      | 2006年1月1日   | 色は青色と緑色が指定されている |
| 二戸郡   | 一戸町   |                             | 「一戸」を円形にして図案化したもの                                 | 1958年10月     | |

## 廃止された市町村章
| 市郡     | 町村     | 市町村章 | 由来 | 制定日         | 廃止日         | 備考                                                                                  |
| -------- | -------- | -------- | --- | -------------- | -------------- | ------------------------------------------------------------------------------------- |
| 二戸郡   | 福岡町   |          | 「フク」を円く図案化したものであり、五本の太い線は旧・五町村（旧・福岡町爾薩体村・斗米村・石切所村・御返地村）を表したもの | 1956年10月     | 1972年4月1日   |                                                                                       |
| 二戸郡   | 金田一村 |          | 不明 | 不明           | 1972年4月1日   |                                                                                       |
| 岩手郡   | 玉山村   |          | 不明 | 不明           | 1974年6月1日   | 初代の村章である                                                                      |
| 北上市   |          |          | 「北」を形どったもの | 1954年5月20日  | 1991年4月1日   | 初代の市章である                                                                      |
| 和賀郡   | 和賀町   |          | 「わが」を意匠化したもの                                                                                                   | 1956年1月3日   | 1991年4月1日   |                                                                                       |
| 和賀郡   | 江釣子村 |          | 「え」を図案化したもの | 1966年12月22日 | 1991年4月1日   | 2代目の村章である                                                                     |
| 紫波郡   | 都南村   |          | 「と」を円に納め、村の躍進を象徴したもの                                                                                   | 1957年6月2日   | 1992年4月1日   | 制定前は作成されていなかった                                                          |
| 気仙郡   | 三陸町   |          | 円形は旧三村（吉浜村・越喜来村・綾里村）、「三」を翼が羽ばたくように表し、「リク」を丸くに図案化したもの                   | 1958年10月4日  | 2001年11月15日 | 三陸村章として制定されていたものを町制施行後に継承された 制定前は作成されていなかった |
| 下閉伊郡 | 田老町   |          | 丸と四つの菱形を表している                                                                                                 | 1964年5月15日  | 2005年6月6日   |                                                                                       |
| 下閉伊郡 | 新里村   |          | 「ニ」・「イ」を二つ組み合わせたのを図案化したもの                                                                         | 1961年5月1日   | 2005年6月6日   | 制定前は作成されていなかった                                                          |
| 岩手郡   | 西根町   |          | 「に」を図案化したもの | 1961年11月1日  | 2005年9月1日   | 制定前は作成されていなかった                                                          |
| 岩手郡   | 松尾村   |          | 「マ」を形象化したもの | 1963年11月1日  | 2005年9月1日   | 2代目の村章である                                                                     |
| 岩手郡   | 安代町   |          | 「ア」を図案化したもの | 1960年5月17日  | 2005年9月1日   |                                                                                       |
| 一関市   |          |          | 「い」を図案化したもの | 1955年7月29日  | 2005年9月20日  | 初代の市章である                                                                      |
| 西磐井郡 | 花泉町   |          | 「ハナ」を図案化したもの                                                                                                   | 1961年9月30日  | 2005年9月20日  | 制定前は作成されていなかった                                                          |
| 東磐井郡 | 大東町   |          | 「大」を意匠化したもの | 1959年11月3日  | 2005年9月20日  | 制定前は作成されていなかった                                                          |
| 東磐井郡 | 千厩町   |          | 『セ』を両翼を想像し、意匠化したもの                                                                                       | 1960年6月      | 2005年9月20日  | 制定前は作成されていなかった                                                          |
| 東磐井郡 | 東山町   |          | 「ヒ」を飛鳥の形にして意匠化したもの                                                                                       | 1963年6月6日   | 2005年9月20日  | 制定前は作成されていなかった                                                          |
| 東磐井郡 | 室根村   |          | 「M」を図案化し、室根山を象徴したもの                                                                                      | 1958年9月5日   | 2005年9月20日  | 制定前は作成されていなかった                                                          |
| 東磐井郡 | 川崎村   |          | 「カワ」を図案化したもの                                                                                                   | 1961年9月30日  | 2005年9月20日  | 制定前は作成されていなかった                                                          |
| 上閉伊郡 | 宮守村   |          | 「ミ」を図案化したもの | 1955年2月11日  | 2005年10月1日  | 制定前は作成されていなかった                                                          |
| 和賀郡   | 湯田町   |          | 「ゆ」を図案化し、太い二本の斜線は湯田ダム・円内の白い部分は雪を表したもの                                                 | 1964年8月1日   | 2005年11月1日  |                                                                                       |
| 和賀郡   | 沢内村   |          | 「サ」を図案化し、「ワ」を象徴し、円形かつ翼形にしたもの                                                                   | 1957年11月1日  | 2005年11月1日  |                                                                                       |
| 花巻市   |          |          | 北上川の流れと「花」を図案化して象徴したものである                                                                         | 1954年4月1日   | 2006年1月1日   | 初代の市章である                                                                      |
| 稗貫郡   | 大迫町   |          | 「大オ」を組み合わせたもの                                                                                                 | 1958年4月1日   | 2006年1月1日   | 制定前は作成されていなかった                                                          |
| 稗貫郡   | 石鳥谷町 |          | 「石」を円形に図案化したもの                                                                                               | 1958年11月16日 | 2006年1月1日   |                                                                                       |
| 和賀郡   | 東和町   |          | 「と」を図案化したもの | 1959年8月15日  | 2006年1月1日   | 制定前は作成されていなかった                                                          |
| 二戸市   |          |          | 「にのへ」を図案化したもの                                                                                                 | 1972年11月1日  | 2006年1月1日   | 初代の市章である                                                                      |
| 二戸郡   | 浄法寺町 |          | 「ジ」を図案化したもの | 1961年4月      | 2006年1月1日   |                                                                                       |
| 九戸郡   | 種市町   |          | 「タネ市」を鳥の形に図案化したもの                                                                                         | 1973年2月1日   | 2006年1月1日   | 制定前から存在していた                                                                |
| 九戸郡   | 大野村   |          | 「大の」を意匠化して「結びつき」と「発展」を表したもの                                                                     | 1977年12月5日  | 2006年1月1日   |                                                                                       |
| 岩手郡   | 玉山村   |          | 「タ」を円形にし、三角形の形にしたものを図案化したもの                                                                     | 1974年7月1日   | 2006年1月10日  | 2代目の市章である                                                                     |
| 水沢市   |          |          | 「水」を意匠化したもの | 1954年4月1日   | 2006年2月20日  |                                                                                       |
| 江刺市   |          |          | 「エ」を両翼の形にして意匠化したもの                                                                                       | 1955年6月7日   | 2006年2月20日  | 江刺町章として制定され、町制施行後に継承される                                        |
| 胆沢郡   | 胆沢町   |          | 「い」を円形にして便化したもの                                                                                             | 1967年4月1日   | 2006年2月20日  | 制定前は作成されていなかった                                                          |
| 胆沢郡   | 前沢町   |          | 「マ」を矢印の形に表したもの                                                                                               | 1957年4月1日   | 2006年2月20日  |                                                                                       |
| 胆沢郡   | 衣川村   |          | 「衣」を円形に図案化したもの                                                                                               | 1965年12月31日 | 2006年2月20日  |                                                                                       |
| 久慈市   |          |          | 九つの「ジ」を配したもの                                                                                                   | 1954年12月6日  | 2006年3月6日   |                                                                                       |
| 九戸郡   | 山形村   |          | 「やマ」で「矢」と「円」で構成し、ツバメが飛翔する姿を図案化したもの                                                       | 1961年1月1日   | 2006年3月6日   |                                                                                       |
| 下閉伊郡 | 川井村   |          | 「か」を翼型に図案化したもの                                                                                               | 1964年11月15日 | 2010年1月1日   | 制定前は作成されていなかった                                                          |
| 東磐井郡 | 藤沢町   |          | 「ふ」を図案化したもの | 1958年11月16日 | 2011年9月26日  |                                                                                       |

### 書籍
- 小学館辞典編集部 編『図典 日本の市町村章』（初版第1刷）小学館、2007年1月10日。ISBN 4095263113。
- 近藤春夫『都市の紋章 : 一名・自治体の徽章』行水社、1915年。NDLJP:955061
- 中川幸也『シリーズ人間とシンボル第2号「都市の旗と紋章」』中川ケミカル、1987年10月11日。
- 丹羽基二『日本の市章 （東日本）』保育社、1984年4月5日。
- 望月政治『都章道章府章県章市章のすべて』日本出版貿易株式会社、1973年7月7日。
- NHK情報ネットワーク『NHKふるさとデータブック2 [東北]』日本放送協会、1992年4月1日。
- 国際図書『事典　シンボルと公式制度』国民文化協会、1968年。

### 都道府県書籍
- 岩手県総務部総務課『岩手県町村合併誌』岩手県、1957年3月30日。

### 自治体書籍
- 三陸町総務課『三陸町 三陸町合併30周年記念誌』岩手県気仙郡三陸町、1986年9月20日。
- 和賀町企画財政課『和賀町勢要覧'88』岩手県和賀郡和賀町、1988年9月。
- 江釣子村『えづりこ 村生誕100周年記念誌』岩手県和賀郡江釣子村、1989年11月10日。
- 都南村企画課『都南村村勢要覧 1990』岩手県紫波郡都南村、1990年3月。
- 都南村役場『都南村例規集』岩手県紫波郡都南村。
- 田老町役場『田老町例規集』岩手県下閉伊郡田老町。
- 田野畑村役場『田野畑村例規集』岩手県下閉伊郡田野畑村。
- 福岡町役場『福岡町勢要覧 昭和43年版 福岡の現状と将来』岩手県二戸郡福岡町、1968年。
- 三陸町役場『三陸町例規集』岩手県気仙郡三陸町。